# Dracula sijmii
Dracula sijmii är en orkidéart som beskrevs av Carlyle August Luer. Dracula sijmii ingår i släktet Dracula och familjen orkidéer.
Artens utbredningsområde är Ecuador. Inga underarter finns listade i Catalogue of Life.